# Allison Hossack
Allison Hossack (nacida el 26 de enero de 1965 en Steinbach, Manitoba) es una actriz canadiense.

## Vida y carrera
Allison Hossack, o Allison J. Hossack creció en Killarney, Manitoba. Ya en su Juventud se unió a los espectáculos musicales en su escuela como cantante. Después de la Escuela secundaria, estudió música e interpretación en la Brandon University en Manitoba y consiguió su licenciatura en la asignatura de música.
En el año 1989 empezó su carrera en la televisión en el serial televisivo Another World interpretando el papelde Olivia Matthews, que interpretó hasta 1992. Después de ese tiempo apareció como mujer fuerte en la hora de máxima audiencia en los Estados Unidos como, por ejemplo, Danielle LaPointe en Cobra de 1992 a 1994, al lado de Michael Dudikoff, como Nora Gracen en Jim Profit de 1996, o, en tiempos más recientes, como Dr. Christine Draper en Stephen Kingdom Hospital de 2004.
Además de numerosos cameos en series conocidas de televisión, ella participó en varias producciones de Cine B que, sin embargo, no tienen alto conocimiento en Europa como por ejemplo la película de misterio de 1991 Rayas de luz blanca – Luz en el Túnel de la Muerte con Martin Kove o la  película de ciencia ficción de 1999 Fuga de Marte.
Allison Hossack ha vivido y trabajado en Toronto y en Nueva York. Ahora vive junto con su marido Jamie en Vancouver. Ella también ha publicado también cuentos y se dedica además al yoga.

## Filmografía (Selección)
- 1995: Outer Limits De La Dimensión desconocida (The Outer Limits, serie de televisión, un episodio)
- 1995: Maltratada (Dangerous Intentions)
- 1995: Sliders (Sliders, serie de televisión, un episodio)
- 1996-1996: Profit (8 episodios)
- 1996-1998: Poltergeist: El misterioso Poder (Poltergeist: The Legacy, serie de televisión, dos episodios)
- 1996: Two (serie de televisión, dos episodios)
- 1997: Viper (serie de televisión, un episodio)
- 1998: F/X (F/X: The Series, serie de televisión, un episodio)
- 1999-2000: Hope Island (Serie De Televisión, 21 episodios)
- 1999: Escape from Mars (Escape from Mars, la película para televisión)
- 2000: First Wave (serie de televisión, un episodio)
- 2001: Ántrax
- 2002: Stargate SG – 1 (Stargate SG-1, serie de televisión, un episodio)
- 2003: Twilight Zone (The Twilight Zone, serie de televisión, un episodio)
- 2004: Kingdom Hospital (Serie De Televisión, 12 Episodios)
- 2004: Stargate Atlantis (serie de televisión, un episodio)
- 2005: Falcon Beach (Película de televisión)
- 2007-2008: Reaper, Un infernal de Trabajo (Reaper, serie de televisión, siete episodios)
- 2010: Un total de loco Regalos (Battle of the Bombillas)
- 2012: Un Perro llamado Duke (Duke, Película para televisión)